# 朱良以
朱良以（1384年—1470年），永嘉花坦人。
永乐年間举人，授盱眙县学教渝，期間“申教条必文行兼举，先忠信不尚浮华”。歷官工科給事中，又奉使雲南。政績卓著，以四川按察司佥事退休。弘治十八年（1505年）溫州知府李端、永嘉知縣劉經等為表彰朱良以，建有憲台牌樓，為四柱三層木構建築，高5．95米。